# Cycle (groupe)
Pour les articles homonymes, voir Cycle.
Cycle est un groupe d'electropop anglo-espagnol. Formé en 2003, le groupe est composé du chanteur Luke Donovan, de la chanteuse Cynthia Lund, du guitariste Juanjo Reig et du producteur David Kano.

## Histoire
Cycle est né en tant que projet solo de David Kano. Plus tard, il rencontre Luke Donovan (né en Angleterre et élevé en Nouvelle-Zélande) à plusieurs fêtes d'amis communs et ils participent ensemble à la musique d'une publicité. Après cette collaboration, l'Anglais rejoint le projet et commencent ensemble à collaborer sous le nom de Donovan and Cycle dans différents clubs et festivals. D'autre part, La China Patino était une camarade de classe et une amie des années auparavant à l'école Cumbre de Madrid. Il l'a invitée à enregistrer des chœurs pour plusieurs titres de la démo, et lorsqu'il a vu que les chansons fonctionnaient, il décide de l'inclure dans le groupe naissant.
David Kano venait de créer les Rec Division Studios, situés sur la Plaza de Dos de Mayo, dans le quartier populaire de Malasaña, avec Carlos Calderón, un de ses camarades de classe lorsqu'ils étudiaient l'ingénierie du son au CES. Un jour, il lui propose de faire des enregistrements de guitare pour certaines chansons, et après voir vu que les chansons fonctionnaient entre les quatre membres, le groupe a été fermé en tant que Cycle. À la fin 2004, Kano présente 4 démos à Diego Torán (de la multinationale EMI) où ils sortent le single Perfect Pervert en relation avec leur performance au défilé de mode de la nouvelle collection du designer espagnol Roberto Torreta à la Pasarela Cibeles. Le défilé-concert est un succès et le groupe commence à se faire connaître en dehors du circuit underground dont il est issu. Le groupe signe un contrat d'édition et de gestion des droits d'auteur avec Joe Pérez de Clippers Editorial, qui organise une présentation au Hard Rock Café de Madrid, à laquelle sont conviés les dirigeants du label indépendant madrilène Subterfuge Records. Très intéressés par le groupe, ils organisent une seconde représentation dans la salle Imperio Pop, à laquelle assistent tous les départements de l'entreprise. Le lendemain, Cycle dépose son offre et son contrat sur la table.
L'album Weak on the Rocks sort le 1er mars 2005 et, après avoir commencé dans un milieu underground, le groupe se positionne, grâce au bouche à oreille, comme le porte-drapeau d'une nouvelle tendance électronique ou électro-rock, comme on l'appelait à l'époque. Entre 2005 et 2007, le groupe joue plus de 300 concerts et festivals dans des villes comme Toulouse, Milan, Berlin et Tokyo.
En 2011 sort Stripped, une sélection acoustique de chansons issues des deux albums de Cycle. Bien qu'il s'agisse d'un label avec un catalogue international, PIAS ne fait aucune promotion de l'album, et vu la mauvaise gestion du label, le groupe décide de gérer le calendrier des concerts indépendamment de la maison de disques. Cycle quitte PIAS. En 2013, Luke et David se rencontrent à nouveau lors d'une soirée et décident de composer à nouveau ensemble. Le groupe arrête de travailler avec Calderón et retourne à la formation de 4. Cycle fait ses débuts à la Stereoparty 2014 avec 4 nouvelles chansons.
Le 14 avril 2015 sort Dance All Over, un album qui consolide le groupe après dix ans de carrière. Saturday Girl Remixes sort le 20 septembre 2014. Cycle termine la tournée Dance All Over après avoir donné 184 concerts en Espagne. Le 2 mars 2018, le nouvel album Electrik sort sous le label Subterfuge Records et la tournée du même nom commence à Grenade,,,,,. En septembre 2018, Cyntia Lund rejoint le groupe pour remplacer La China Patino. Le 10 novembre 2018, le groupe reçoit le Premio Pop Eye pour l'album Electrik. Le 13 mars 2019, Cycle reçoit le prix Min, décerné par la critique et le public. Le 5 avril 2019, le groupe est nommé comme meilleur groupe aux hipanoaméricains Vicious Music Awards.

## Discographie

### Albums studio
- 2005 : Weak on the Rocks (Subterfuge Records)
- 2006 : Weak on the Rocks (Edición Especial) (Subterfuge Records)
- 2011 : Stripped (PIAS Spain)
- 2015 : Dance All Over (Subterfuge Records)
- 2018 : Electrik (Subterfuge Records)

### Singles
- 2004 : Perfect Pervert (EMI)
- 2005 : Apple Tree (Subterfuge Records)
- 2005 : Confusion!!!  (Subterfuge Records)
- 2015 	: Saturday Girl Remixes (Subterfuge Records)
- 2017 	: Three Little Pigs (Subterfuge Records)
- 2018 	: Wicked (Subterfuge Records)
- 2018 	: 100 Vidas (Subterfuge Records)

### EP
- 2005 : Confusion!!! Remixes (Subterfuge Records)
- 2006 : Mechanical Remixes (Subterfuge Records)
- 2009 : Sleepwalkers (PIAS Spain)